# Élections législatives de 1981 dans les Ardennes
Les élections législatives françaises de 1981 dans les Ardennes se déroulent les 14 et 21 juin 1981.

## Élus
| Circonscription | Député sortant    | Parti | Parti | Député élu ou réélu | Parti | Parti |
| --------------- | ----------------- | ----- | ----- | ------------------- | ----- | ----- |
| 1re             | Alain Léger       |       | PCF   | Roger Mas           |       | PS    |
| 2e              | René Visse        |       | PCF   | Gérard Istace       |       | PS    |
| 3e              | Jacques Sourdille |       | RPR   | Gilles Charpentier  |       | PS    |

## Positionnement des partis
Le Parti socialiste et le Parti communiste français, sous l'appellation « majorité d'union de la gauche », se présentent dans les trois circonscriptions. Les communistes soutiennent les deux députés sortants Alain Léger et René Visse ainsi que Claude Soulet pendant que les socialistes présentent Roger Mas,	Gérard Istace et Gilles Charpentier.
La majorité sortante, réunie dans l'Union pour la nouvelle majorité, soutient de son côté des candidats dans l'ensemble des circonscriptions, dont le député sortant RPR Jacques Sourdille. Dans le détail, on compte 3 candidats RPR et 2 UDF. Par ailleurs, le Centre national des indépendants et paysans présente René Weber dans la circonscription de Mézières - Rethel (1re) et Pierre Vassal est candidat divers droite dans cette même circonscription.
Enfin, le Parti socialiste unifié se présente sous l'étiquette « Alternative 81 » dans les 1re et 3e circonscription tandis qu'un écologiste, Roger Tarantola, est candidat dans la circonscription de Charleville - Givet (2e) et que l'extrême gauche est représentée par Laurence Boulinier (LO, 2e) et Guy Rey (LCR, 3e).

## Résultats

### Résultats à l'échelle du département
| Parti          | Parti                                       | Premier tour | Premier tour | Second tour | Second tour | Sièges |
| Parti          | Parti                                       | Voix         | %            | Voix        | %           | Sièges |
| -------------- | ------------------------------------------- | ------------ | ------------ | ----------- | ----------- | ------ |
|                | Parti socialiste                            | 49 689       | 35,79        | 80 406      | 66,72       | 3      |
|                | Parti communiste français                   | 31 812       | 22,91        | Retrait     | Retrait     | 0      |
|                | Majorité présidentielle                     | 81 501       | 58,70        | 80 406      | 66,72       | 3      |
|                |                                             |              |              |             |             |        |
|                | Rassemblement pour la République            | 37 853       | 27,26        | 40 110      | 33,28       | 0      |
|                | Union pour la démocratie française          | 12 399       | 8,93         |             |             | 0      |
|                | Centre national des indépendants et paysans | 3 166        | 2,28         | 0           |             |        |
|                | Divers droite                               | 468          | 0,34         | 0           |             |        |
|                | Union pour la nouvelle majorité             | 53 886       | 38,81        | 40 110      | 33,28       | 0      |
|                |                                             |              |              |             |             |        |
|                | Parti socialiste unifié                     | 1 430        | 1,03         |             |             | 0      |
|                | Extrême gauche                              | 1 239        | 0,89         | 0           |             |        |
|                | Divers écologiste                           | 778          | 0,56         | 0           |             |        |
|                |                                             |              |              |             |             |        |
| Inscrits       | Inscrits                                    | 193 408      | 100,00       | 193 392     | 100,00      | 3      |
| Abstentions    | Abstentions                                 | 52 917       | 27,36        | 58 991      | 30,5        |        |
| Votants        | Votants                                     | 140 491      | 72,64        | 134 401     | 69,5        |        |
| Blancs et nuls | Blancs et nuls                              | 1 657        | 1,18         | 13 885      | 10,33       |        |
| Exprimés       | Exprimés                                    | 138 834      | 98,82        | 120 516     | 89,67       |        |

### Résultats par circonscription

#### Première circonscription (Mézières - Rethel)
| Candidat       | Candidat            | Parti          | Premier tour | Premier tour | Second tour | Second tour |  |
| Candidat       | Candidat            | Parti          | Voix         | %            | Voix        | %           |  |
| -------------- | ------------------- | -------------- | ------------ | ------------ | ----------- | ----------- |  |
|                | Roger Mas élu       | PS             | 15 689       | 33,37        | 23 775      | 100,00      |  |
|                | Alain Léger sortant | PCF            | 11 796       | 25,09        | Retrait     | Retrait     |  |
|                | Michel Vuibert      | UDF (CDS)      | 8 081        | 17,19        |             |             |  |
|                | Hilaire Flandre     | RPR (UNM)      | 7 266        | 15,45        |             |             |  |
|                | René Weber          | CNIP           | 3 166        | 6,73         |             |             |  |
|                | Pierre Clouet       | PSU            | 550          | 1,17         |             |             |  |
|                | Pierre Vassal       | Divers droite  | 468          | 1,00         |             |             |  |
|                |                     |                |              |              |             |             |  |
| Inscrits       | Inscrits            | Inscrits       | 65 364       | 100,00       | 65 353      | 100,00      |  |
| Abstentions    | Abstentions         | Abstentions    | 17 890       | 27,37        | 29 668      | 45,4        |  |
| Votants        | Votants             | Votants        | 47 474       | 72,63        | 35 685      | 54,6        |  |
| Blancs et nuls | Blancs et nuls      | Blancs et nuls | 458          | 0,96         | 11 910      | 33,38       |  |
| Exprimés       | Exprimés            | Exprimés       | 47 016       | 99,04        | 23 775      | 66,62       |  |

#### Deuxième circonscription (Charleville - Givet)
| Candidat       | Candidat           | Parti             | Premier tour | Premier tour | Second tour | Second tour |  |
| Candidat       | Candidat           | Parti             | Voix         | %            | Voix        | %           |  |
| -------------- | ------------------ | ----------------- | ------------ | ------------ | ----------- | ----------- |  |
|                | Gérard Istace élu  | PS                | 16 931       | 36,33        | 30 795      | 64,69       |  |
|                | René Visse sortant | PCF               | 14 031       | 30,11        | Retrait     | Retrait     |  |
|                | Philippe Lemaire   | RPR (UNM)         | 9 969        | 21,39        | 16 812      | 35,31       |  |
|                | Emmanuel Zeller    | UDF (CDS)         | 4 318        | 9,27         |             |             |  |
|                | Roger Tarantola    | Divers écologiste | 778          | 1,67         |             |             |  |
|                | Laurence Boulinier | LO                | 576          | 1,24         |             |             |  |
|                |                    |                   |              |              |             |             |  |
| Inscrits       | Inscrits           | Inscrits          | 67 062       | 100,00       | 67 057      | 100,00      |  |
| Abstentions    | Abstentions        | Abstentions       | 19 904       | 29,68        | 18 195      | 27,13       |  |
| Votants        | Votants            | Votants           | 47 158       | 70,32        | 48 862      | 72,87       |  |
| Blancs et nuls | Blancs et nuls     | Blancs et nuls    | 555          | 1,18         | 1 255       | 2,57        |  |
| Exprimés       | Exprimés           | Exprimés          | 46 603       | 98,82        | 47 607      | 97,43       |  |

#### Troisième circonscription (Sedan - Vouziers)
| Candidat       | Candidat                  | Parti          | Premier tour | Premier tour | Second tour | Second tour |  |
| Candidat       | Candidat                  | Parti          | Voix         | %            | Voix        | %           |  |
| -------------- | ------------------------- | -------------- | ------------ | ------------ | ----------- | ----------- |  |
|                | Jacques Sourdille sortant | RPR (UNM)      | 20 618       | 45,60        | 23 298      | 47,42       |  |
|                | Gilles Charpentier élu    | PS             | 17 069       | 37,75        | 25 836      | 52,58       |  |
|                | Claude Soulet             | PCF            | 5 985        | 13,24        |             |             |  |
|                | Jean-Pierre Jaillet       | PSU            | 880          | 1,95         |             |             |  |
|                | Guy Rey                   | LCR            | 663          | 1,47         |             |             |  |
|                |                           |                |              |              |             |             |  |
| Inscrits       | Inscrits                  | Inscrits       | 60 982       | 100,00       | 60 982      | 100,00      |  |
| Abstentions    | Abstentions               | Abstentions    | 15 123       | 24,8         | 11 128      | 18,25       |  |
| Votants        | Votants                   | Votants        | 45 859       | 75,2         | 49 854      | 81,75       |  |
| Blancs et nuls | Blancs et nuls            | Blancs et nuls | 644          | 1,4          | 720         | 1,44        |  |
| Exprimés       | Exprimés                  | Exprimés       | 45 215       | 98,6         | 49 134      | 98,56       |  |